# (58499) Stüber
(58499) Stüber, désignation internationale (58499) Stuber, est un astéroïde de la ceinture principale.

## Description
(58499) Stuber est un astéroïde de la ceinture principale. Il fut découvert le 3 novembre 1996 à Linz par Erich Meyer et Erwin Obermair. Il présente une orbite caractérisée par un demi-grand axe de 2,55 UA, une excentricité de 0,14 et une inclinaison de 12,9° par rapport à l'écliptique.

## Compléments